# Etonnant
Etonnant, född 15 april 2014, är en fransk varmblodig travhäst som tränas av Richard Westerink och körs av Anthony Barrier.
Etonnant började tävla i februari 2017 och inledde med tre raka segrar. Han har till oktober 2022 sprungit in 2,1 miljoner euro på 82 starter, varav 20 segrar, 17 andraplatser och 4 tredjeplatser. Karriärens hittills största seger har kommit i Elitloppet (2022). Han har även segrat i Prix Legoux-Longpre (2018), Prix Olry-Roederer (2018), Prix Auguste Francois (2020), Prix de Paris (2021), Prix des Ducs de Normandie (2021, 2022), Grand Critérium de Vitesse (2022), Grand Prix de Wallonie (2022), Prix d'Été (2022), Prix du Bourbonnais (2021), Prix Kerjacques (2023), Prix de l'Atlantique (2023), Kymi Grand Prix (2023) och Prix de Washington (2023). Samt har han kommit på andraplats i Prix de l'Île-de-France (2020, 2021), Prix de l'Atlantique (2021, 2022), Prix de Bretagne (2021), Prix de Paris (2022), Prix René Ballière (2022) och Grand Prix du Departement des Alpes-Maritimes (2022), han har även kommit på tredjeplats i Prix Gaston Brunet (2018) och Prix Chambon P (2021).
Etonnant är Timokos vinstrikaste avkomma före Dreammoko.
Han är son till Timoko, som är Frankrikes näst mest vinstrikaste häst genom tiderna.
Efter hans vinst i Prix de Paris så innebar det hans tränares första Grupp 1-lopp seger sedan Timokos vinst i Elitloppet 2017.

## Statistik

### Större segrar
| År   | Lopp                       | Kusk              | Vinstbelopp   | Grupp   |
| ---- | -------------------------- | ----------------- | ------------- | ------- |
| 2018 | Prix Legoux-Longpre        | Yoann Lebourgeois | 54 000 EUR    | Grupp 2 |
| 2018 | Prix Olry-Roederer         | Yoann Lebourgeois | 54 000 EUR    | Grupp 2 |
| 2020 | Prix Auguste Francois      | Anthony Barrier   | 33 750 EUR    | Grupp 3 |
| 2021 | Prix de Paris              | Anthony Barrier   | 180 000 EUR   | Grupp 1 |
| 2021 | Prix des Ducs de Normandie | Anthony Barrier   | 58 500 EUR    | Grupp 2 |
| 2021 | Prix du Bourbonnais        | Anthony Barrier   | 54 000 EUR    | Grupp 2 |
| 2022 | Grand Critérium de Vitesse | Anthony Barrier   | 90 000 EUR    | Grupp 1 |
| 2022 | Prix des Ducs de Normandie | Anthony Barrier   | 67 500 EUR    | Grupp 2 |
| 2022 | Elitloppet (2022)          | Anthony Barrier   | 5 000 000 SEK | Grupp 1 |
| 2022 | Grand Prix de Wallonie     | Anthony Barrier   | 72 000 EUR    | Grupp 1 |
| 2022 | Prix d'Été                 | Anthony Barrier   | 90 000 EUR    | Grupp 2 |
| 2023 | Prix Kerjacques            | Anthony Barrier   | 54 000 EUR    | Grupp 2 |
| 2023 | Prix de l'Atlantique       | Anthony Barrier   | 90 000 EUR    | Grupp 1 |
| 2023 | Kymi Grand Prix            | Anthony Barrier   | 100 000 EUR   | Grupp 1 |
| 2023 | Prix de Washington         | Anthony Barrier   | 54 000 EUR    | Grupp 2 |